# Mayersches Gütemaß
Das mayersche Gütemaß ist ein in der Regelungstheorie bei der optimalen Steuerung und optimalen Regelung eingesetztes Gütemaß. Es hat zudem eine wichtige Bedeutung in der Theorie der optimalen Regelung, insbesondere in Bezug auf das Maximumprinzip von Pontrjagin. Die Besonderheit des mayerschen Gütekriteriums besteht darin, dass es nur den Endzustand bewertet, also keinen Integral-Teil aufweist.

## Definition
Ein Gütemaß der Form
{\displaystyle J=\Phi (t_{f},x(t_{f}))}
wird als mayersches Gütemaß bezeichnet.

## Umrechnung in andere Formen des Gütemaßes
Neben dem mayerschen Gütemaß gibt es noch das lagrangesche und das bolzasche Gütemaß. Das mayersche Gütemaß ist ein Spezialfall des bolzaschen Gütemaßes. Damit ist die Umrechnung in die Form nach Bolzano trivial durch Setzen von {\displaystyle f_{0}(t,x(t),u(t))=0}.
Für die Umrechnung des bolzaschen Gütemaßes in das mayersche Gütemaß gehen wir von dem System
{\displaystyle {\dot {x}}(t)=f(t,x(t),u(t)),x(t_{0})=x_{0}}
aus. Das Gütefunktional habe die Form
{\displaystyle J=\Phi (t_{f},x(t_{f}))+\int _{t_{0}}^{t_{f}}f_{0}(t,x(t),u(t)){\text{d}}t}.
Wir erweitern unser System um einen Zustand {\displaystyle \zeta } mit {\displaystyle {\dot {\zeta }}(t)=f_{0}(t,x(t),u(t))} und {\displaystyle \zeta (t_{0})=0}. Damit ist {\displaystyle \zeta (t_{f})=\int _{t_{0}}^{t_{f}}f_{0}(t,x(t),u(t)){\text{d}}t}.
Wir bezeichnen den erweiterten Zustandsvektor mit {\displaystyle {\tilde {x}}=\left(x^{T},\zeta \right)^{T}}.
Damit können wir alles zusammenfassen:
{\displaystyle J=\Phi (t_{f},x(t_{f}))+\zeta (t_{f})={\tilde {\Phi }}(t_{f},{\tilde {x}}(t_{f}))}
Damit ist das Gütemaß nur noch eine Funktion des Endzustands und hat damit mayersche Form. Für die Umrechnungen ins und vom lagrangeschen Gütemaß geht man über den Zwischenschritt des bolzaschen Gütemaßes.